# Stictis mollis
Stictis mollis är en lavart som beskrevs av Gilenstam, Döring och Mats Wedin. I den svenska databasen Dyntaxa används istället namnet Stictis brunnescens. 
Stictis mollis ingår i släktet Stictis och familjen Stictidaceae. Arten är reproducerande i Sverige.